# Elliot A. Norse
Elliot A. Norse (ur. 1947) – amerykański biolog morski, ekolog i działacz na rzecz ochrony środowiska.
Urodził się w 1947 na nowojorskim Brooklynie. Od 1965 do 1969 studiował na Wydziale Biologii Brooklyn Collage, który ukończył z tytułem licencjackim (B.Sc.). W latach 1969–75 studiował na wydziale nauk biologicznych University of Southern California, gdzie uzyskał tytuł doktorski. W latach 1975–78 na stypendium podoktorskim na wydziale zoologii University of Iowa.
Następnie pracował w United States Environmental Protection Agency, White House Council on Environmental Quality, Ecological Society of America, The Wilderness Society oraz Ocean Conservancy. W 1966 założył Marine Conservation Biology Institute w Bellevue, którego od 1996 jest prezesem. W 1988 wybrany na członka Washington Biologists’ Field Club.
W 1996 otrzymał "Evergreen Award for Dedication to Quality of Life in Washington State", w 2006 "NOAA Fisheries’ Nancy Foster Award for Habitat Conservation", a w 2012 Seattle Aquarium Medal.
Jest autorem ponad 140 publikacji w literaturze naukowej, popularnej i politycznej, w tym książek:
- "Conserving Biological Diversity in Our National Forests" (The Wilderness Society, 1986)
- "Ancient Forests of the Pacific Northwest" (Island Press, 1990)
- "Global Marine Biological Diversity: A Strategy for Building Conservation into Decision Making" (Island Press, 1993)
- "Marine Conservation Biology: The Science of Maintaining the Sea’s Biodiversity with co-editor Larry Crowder" (Island Press, 2005)